# Prozesswerkstoff
Ein Prozesswerkstoff ist ein Werkstoff, der seine endgültigen stofflichen Eigenschaften erst während der Fertigung ausbildet. Im Gegensatz dazu verändern sich "normale" Werkstoffe in der Fertigung nicht mehr stofflich. Sie werden lediglich geformt (z. B. schmieden, schneiden, fräsen) oder mit anderen Werkstoffen verbunden (z. B. lackieren, montieren, mischen). 
Klebstoffe sind typische Prozesswerkstoffe, da sie erst durch eine (physikalische oder chemische) Abbindereaktion während der Fertigung ihre mechanische Festigkeit ausbilden. Ausnahme sind die trockenen Haftklebstoffe, die nicht mehr abbinden müssen.